# Wiesław Gerlicz
Wiesław Gerlicz, ps. Quidam (ur. 14 lipca 1872 w Abramowie koło Zamościa, zm. 9 grudnia 1933 w Warszawie) – polski inżynier elektryk, pionier elektryfikacji Polski, prezes spółki Siła i Światło, tramwajów elektrycznych w Zagłębiu Dąbrowskim i Elektrycznych Kolei Dojazdowych w Warszawie, pionier polskiego przemysłu żarówkowego, poseł na Sejm I kadencji w II RP z ramienia Związku Ludowo-Narodowego.

## Życiorys

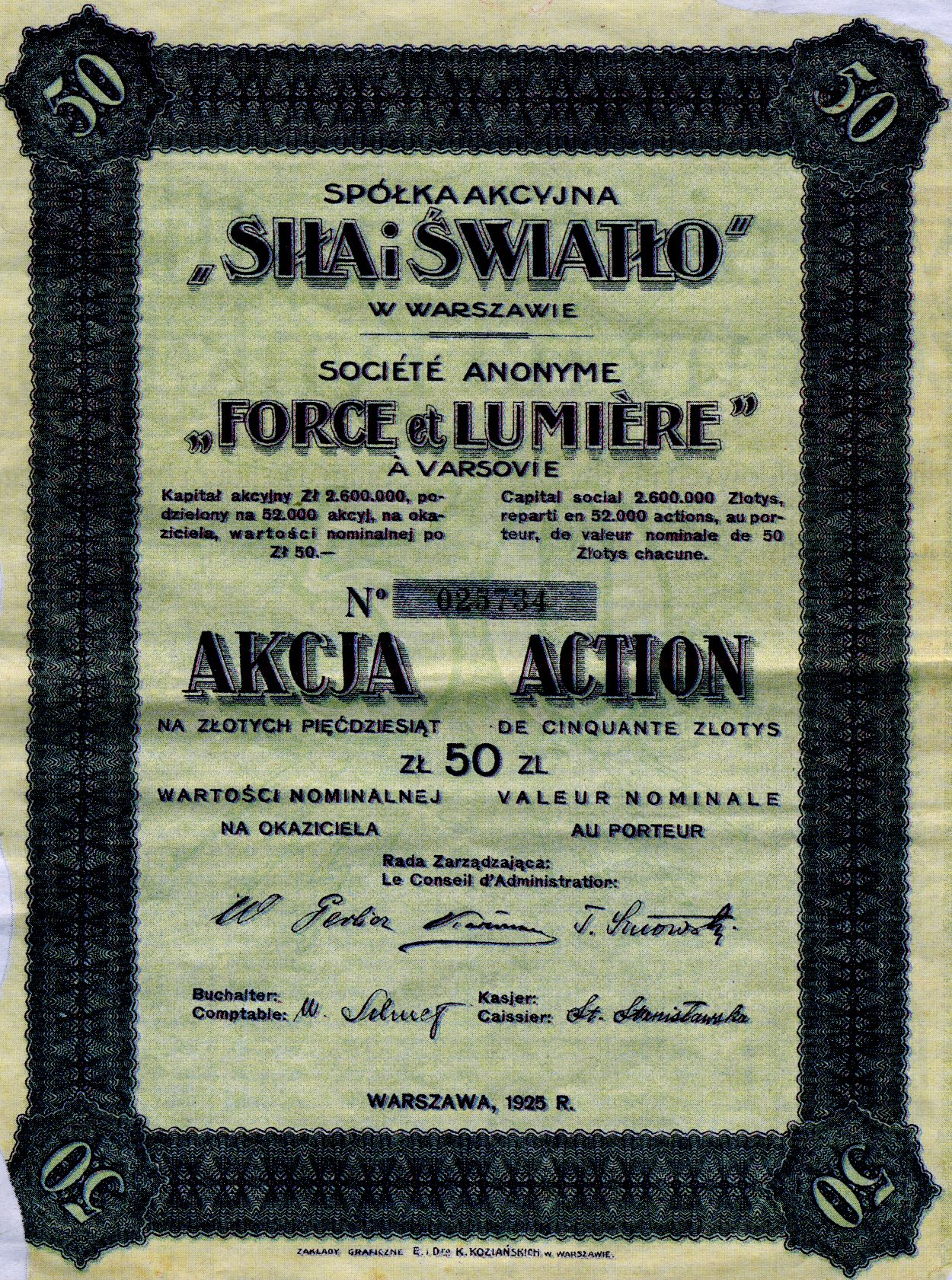
Akcja spółki akcyjnej Siła i Światło, której jednym z współzałożycieli był Wiesław Gerlicz, 1925 r.

W 1892 uzyskał maturę w III Gimnazjum Klasycznym w Warszawie, zaś w 1897 – dyplom inżyniera technologa w Instytucie Technologiczny w Petersburgu. Po powrocie do Polski pracował w firmie J. John w Łodzi. Od 1898 do 1900 był głównym inżynierem tramwajów elektrycznych w Łodzi, od 1901 dyrektorem budowy Łódzkich Kolei Dojazdowych do Zgierza i Pabianic. W 1905 wstąpił do Ligi Narodowej.
Był jednym z założycieli Gimnazjum Polskiego w Łodzi, które wspierał finansowo. Był darczyńcą miejscowego kościoła ewangelicko-reformowanego. W czasie I wojny światowej był wiceprezesem Rady Głównej Opiekuńczej na okręg łódzki. Wspierał tworzenie oddziałów ochotniczych podczas wojny polsko-bolszewickiej.
W 1918 wraz z Józefem Englichem i Tadeuszem Sułowskim należał do współzałożycieli spółki akcyjnej „Siła i Światło”, w której do 1924 był wiceprezesem, zaś w latach 1924–1930 prezesem. W tym okresie pełnił także m.in. funkcje prezesa spółki Elektryczne Koleje Dojazdowe SA w Warszawie, Tramwaje Elektryczne w Zagłębiu Dąbrowskim SA oraz Polska Żarówka „Osram” SA (brał udział w tworzeniu jej fabryki w Pabianicach). Zasiadał w zarządzie Związku Przedsiębiorstw Komunikacyjnych w Polsce, Radzie Nadzorczej „Sieci Elektrycznych” oraz zarządzie Towarzystwa Akcyjnego Elektrowni Zgierskiej. Należał do Syndykatu Rolniczego w Łodzi. Publikował artykuły w Przeglądzie Technicznym.
Był posłem na Sejm II RP I kadencji wybranym z listy państwowej. Pełnił funkcję referenta komisji komunikacyjnej, zasiadał też w komisjach: robót publicznych i skarbowej. Jako poseł zabiegał o przystąpienie do regulacji Wisły i jej dopływów oraz zgłaszał wnioski w sprawie ochrony przeciwpowodziowej. Należał do klubu Związku Ludowo-Narodowego.
Był znanym w Łodzi miłośnikiem koni i wyścigów. Zbudował tor wyścigowy w Pabianicach. Był również kolekcjonerem sztuki.

## Miejsce spoczynku

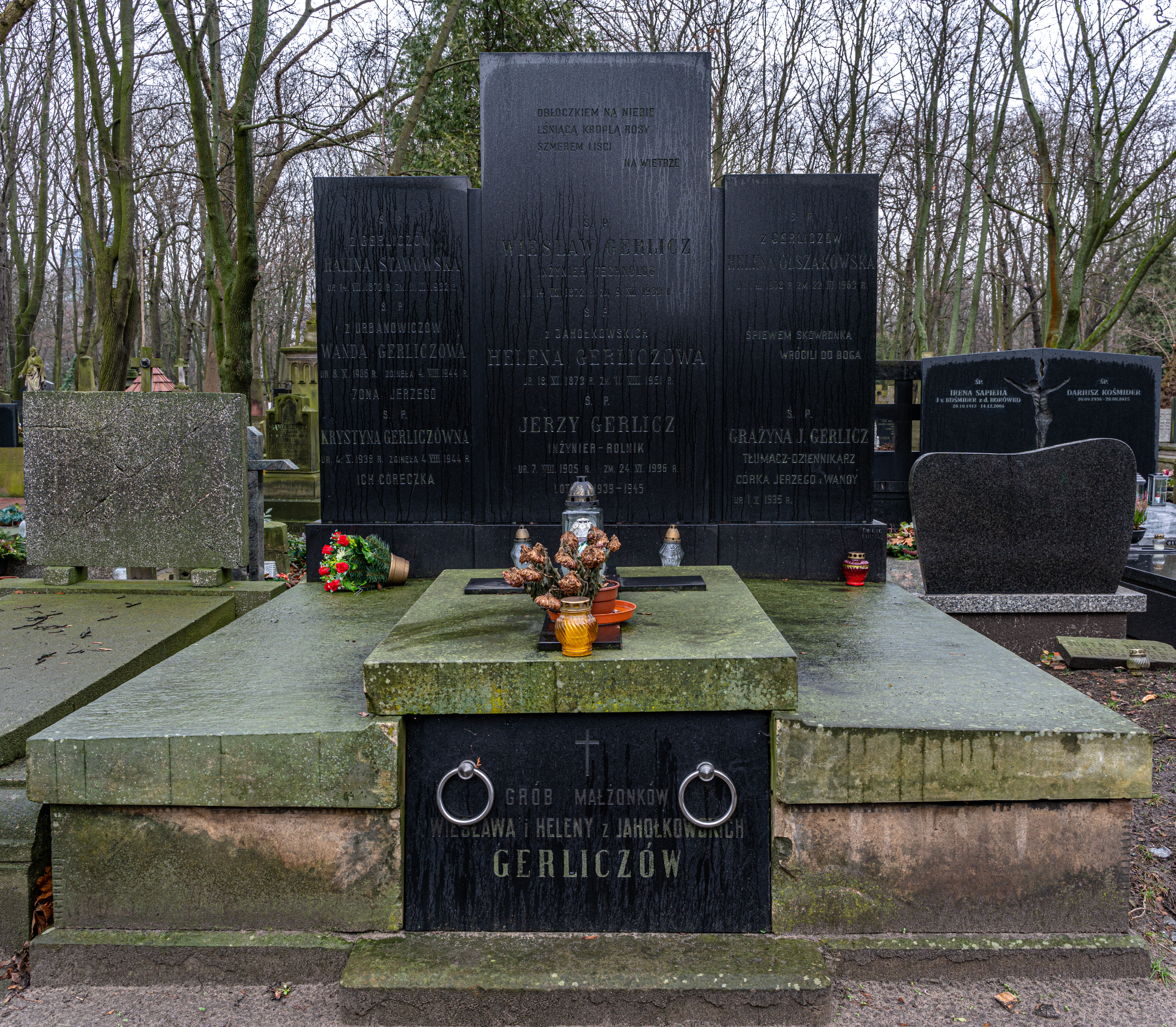
Grób Wiesława Gerlicza na cmentarzu Powązkowskim

Zmarł w niejasnych okolicznościach, wg niektórych źródeł popełniając samobójstwo strzałem w klatkę piersiową w swoim warszawskim mieszkaniu przy ul. Widok. Pochowany został w grobowcu rodzinnym na Starych Powązkach w Warszawie, kw. 63, rząd 6, miejsce 24-25.

## Rodzina
Był synem Teofila Gerlicza (zm. 1895) i jego żony Karoliny z domu Bełdowskiej (zm. 1920). Pochodził z rodziny właścicieli ziemskich, od strony matki wyznającej kalwinizm od XVI wieku. Jego bratem był Ryszard Gerlicz, w l. 1936-1946 prezes konsystorza Kościoła ewangelicko-reformowanego. Gerliczowie należeli do patronów budowy kościoła ewangelicko-reformowanego w Łodzi, jego młodszy brat Oskar Gerlicz (zm. 1940), zasiadał w łódzkim kolegium kościelnym.
Ożenił się z Heleną z Jahołkowskich (1873–1961) siostrą żony Kazimierza Ostachiewicza. Mieli syna Jerzego (1905–1996), inżyniera rolnictwa i pilota, oraz córkę Helenę (1908–1963), żonę Aleksandra Olszakowskiego (1902–1977).